# Cmentarz Komunalny nr 1 w Kielcach
Cmentarz Komunalny nr 1 w Kielcach – cmentarz komunalny w Kielcach, oddany do użytku w 1969.

## Historia
Cmentarz Komunalny nr 1 zajmuje obszar dawnego cmentarza ewangelicko-augsburskiego. Napływ osób ewangelików z Saksonii miał miejsce na początku XIX w., byli to specjaliści zatrudniani w Zagłębiu Staropolskim oraz działających w Kielcach Głównej Dyrekcji Górniczej i Szkoły Akademiczno-Górniczej. Zmarli początkowo byli grzebani na Starym Cmentarzu, W 1835 powstała parafia ewangelicka, i rozpoczęto budowę kościoła, w połowie XIX w. utworzono oddzielną nekropolię wyznaniową. W 1968 kielecka parafia ewangelicko-augsburska została włączona do parafii radomskiej, która w dniu 6 marca 1969 zrzekła się na rzecz Skarbu Państwa reprezentowanego przez Prezydium Miejskiej Rady Narodowej. W latach 70. usunięto kilkadziesiąt nagrobków, części z nich użyto do budowy nowego ogrodzenia.

## Pochowani
Przeprowadzona w 2011 inwentaryzacja wykazała zachowanie 35 zabytkowych nagrobków, wśród nich jest grobowiec zmarłego w 1926 Gustawa Schöna, powstańca styczniowego, właściciela farbiarni w Bodzentynie. Ponadto pochowani tam zostali:
- Kazimierz Frycz, powstaniec styczniowy, współwłaściciel i redaktor 'Gazety Kieleckiej', inicjator powołania Komitetu ku uczczeniu Powstania Styczniowego;
- Karol Wilhelm Frycz, powstaniec styczniowy, notariusz;
- Edward Karsch, właściciel kieleckiego browaru;
- Juliusz Potocki, wiceprezydent Kielc;
- Alfons Welke, architekt i przedsiębiorca, współzałożyciel Marmurów Kieleckich;
- Henryk Zander, pastor zboru kieleckiego w latach 1888-1911.